# Diapterna omissa
Diapterna omissa är en skalbaggsart som beskrevs av Leconte 1850. Diapterna omissa ingår i släktet Diapterna och familjen Aphodiidae. Inga underarter finns listade i Catalogue of Life.